# 1609 Brenda
Az 1609 Brenda (ideiglenes jelöléssel 1951 NL) a Naprendszer kisbolygóövében található aszteroida. Ernest Leonard Johnson fedezte fel 1951. július 10-én.